# Autoroute nationale 1 (Taïwan)
Autoroute nationale 1, aussi connue sous le nom d'Autoroute Sun Yat-sen (chinois : 中山高速公路 ; pinyin : Zhōngshān gāosù gōnglù ; zhuyin : ㄓㄨㄥ  ㄕㄢ ㄍㄠ ㄙㄨˋ ㄍㄨㄥ ㄌㄨˋ) est la principale autoroute de Taïwan et la première ayant été construite. Elle relie Keelung, au Nord-Est de l'île à Kaohsiung, au Sud-Ouest de l'ïle, pour une distance totale de 374,3 kilomètres. La République de Chine l'a nommée autoroute Sun Yat-sen en l'honneur du père fondateur de la république. Elle est une des 12 autoroutes du réseau de 98 routes provinciales de Taïwan.
Sa construction a commencé en 1971. La section nord entre Keelung Zhongli (aujourd'hui, district de Zhongli, dans la municipalité spéciale de Taoyuan) a été complété en 1974, et la totalité de l'autoroute a été ouverte le 31 octobre 1978. Un viaduc de 20,7 kilomètres entre Xizhi et Wugu a été terminé en 1997 afin d'augmenter la capacité de l'autoroute. 

## Voies
Les voies dans les deux sens sont listées ci-dessous.
- 4 voies :
  - Keelung terminus – Sortie 23 (Yuanshan)
  - Xizhi-Wugu Elevated Highway: Xizhi terminus – Sortie 26 (Huanbei)
- 6 voies :
  - Sortie 23 (Yuanshan) – Sortie 25 (Taipei)
  - Sortie 52 (Airport System) – Sortie 192 (Changhua System)
  - Sortie 198 (Changhua) – Sortie 356 (Nanzi)
  - Sortie 367 (Kaohsiung) – Kaohsiung terminus
  - Xizhi-Wugu Elevated Highway: Sortie 26 (Huanbei) – Wugu terminus
- 8 voies :
  - Sortie 25 (Taipei) – Sortie 52 (Airport System)
  - Sortie 192 (Changhua System) – Sortie 198 (Changhua)
  - Sortie 356 (Nanzi) – Sortie 362 (Dingjin System)
- 10 voies :
  - Sortie 362 (Dingjin System) – Sortie 367 (Kaohsiung)